# Prag Open
Prag Open är en nedlagd tennistävling anordnad av ATP. Tävlingen spelades mellan 1987 och 1999. Den hölls i Prag, Tjeckien (forna Tjeckoslovakien) och spelades på grus.

## Resultat

### Singel
| År   | Vinnare            | Finalist               | Resultat      |
| ---- | ------------------ | ---------------------- | ------------- |
| 1987 | Marián Vajda       | Tomáš Šmíd             | 3–6, 6–3, 6–3 |
| 1988 | Thomas Muster      | Guillermo Pérez-Roldán | 6–4, 5–7, 6–2 |
| 1989 | Marcelo Filippini  | Horst Skoff            | 7–5, 7–6      |
| 1990 | Jordi Arrese       | Nicklas Kulti          | 7–6, 7–6      |
| 1991 | Karel Nováček      | Magnus Gustafsson      | 7–6, 6–2      |
| 1992 | Karel Nováček      | Franco Davín           | 6–1, 6–1      |
| 1993 | Sergi Bruguera     | Andrei Chesnokov       | 7–5, 6–4      |
| 1994 | Sergi Bruguera     | Andriy Medvedev        | 6–3, 6–4      |
| 1995 | Bohdan Ulihrach    | Javier Sánchez         | 6–2, 6–2      |
| 1996 | Yevgeny Kafelnikov | Bohdan Ulihrach        | 7–5, 1–6, 6–3 |
| 1997 | Cédric Pioline     | Bohdan Ulihrach        | 6–2, 5–7, 7–6 |
| 1998 | Fernando Meligeni  | Ctislav Doseděl        | 6–1, 6–4      |
| 1999 | Dominik Hrbatý     | Ctislav Doseděl        | 6–2, 6–2      |

### Dubbel
| År   | Vinnare                           | Finalister                         | Resultat      |
| ---- | --------------------------------- | ---------------------------------- | ------------- |
| 1987 | Miloslav Mečíř Tomáš Šmíd         | Stanislav Birner Jaroslav Navrátil | 6–3, 6–7, 6–3 |
| 1988 | Petr Korda Jaroslav Navrátil      | Thomas Muster Horst Skoff          | 7–5, 7–6      |
| 1989 | Jordi Arrese Horst Skoff          | Petr Korda Tomáš Šmíd              | 6–4, 6–4      |
| 1990 | Vojtěch Flégl Daniel Vacek        | George Cosac Florin Segărceanu     | 5–7, 6–4, 6–3 |
| 1991 | Vojtěch Flégl Cyril Suk           | Libor Pimek Daniel Vacek           | 6–4, 6–2      |
| 1992 | Karel Nováček Branislav Stanković | Jonas Björkman Jon Ireland         | 7–5, 6–1      |
| 1993 | Hendrik Jan Davids Libor Pimek    | Jorge Lozano Jaime Oncins          | 6–3, 7–6      |
| 1994 | Karel Nováček Mats Wilander       | Tomáš Krupa Pavel Vízner           | W/O           |
| 1995 | Libor Pimek Byron Talbot          | Jiří Novák David Rikl              | 7–5, 1–6, 7–6 |
| 1996 | Yevgeny Kafelnikov Daniel Vacek   | Luis Lobo Javier Sánchez           | 6–3, 6–7, 6–3 |
| 1997 | Mahesh Bhupathi Leander Paes      | Petr Luxa David Škoch              | 6–1, 6–1      |
| 1998 | Wayne Arthurs Andrew Kratzmann    | Fredrik Bergh Nicklas Kulti        | 6–1, 6–1      |
| 1999 | Martin Damm Radek Štěpánek        | Mark Keil Nicolás Lapentti         | 6–0, 6–2      |